# پارک ورزشی مرکزی
پارک ورزشی مرکزی (به لاتین: Centre Park) یک منطقهٔ مسکونی در نیوزیلند است که در Māngere واقع شده‌است.